# Meksički bijeli bor
Meksički bijeli bor (latinski: Pinus ayacahuite), također zvan ayacahuite bor, vrsta je borova porijeklom iz planina južnog Meksika i zapadne Srednje Amerike, u Sierra Madre del Sur i na istočnom kraju transverzale Eje Volcánico, između 14° i 21° sjeverne širine u meksičkim državama Guerrero, Oaxaca, Puebla, Veracruz i Chiapas, te u Gvatemali, Salvadoru i Hondurasu. Raste na relativno vlažnim područjima s ljetnim kišama, međutim primjerci s istočne i južne rasprostranjenosti žive u doista vlažnim uvjetima; treba puno sunca i dobro drenirana tla. Zahtijeva godišnji prosjek temperature između 10 i 19°C. Ovo drvo prihvaća od suptropske do hladne klime.

## Opjs
Pinus ayacahuite je veliko stablo, redovito naraste do 30–45 m i izuzetno visoko do 50 m. Član je skupine bijelog bora, podvrsta Pinus Strobus, a kao i svi članovi te skupine, i lišće ("iglice") su u svežnjevim od pet, s listopadnim omotačem. Iglice su fino nazubljene i duge 9-16 cm. Češeri su dugi i vitki, dugi 15–40 cm i 4–6 cm široki (zatvoreni), odnosno 6–10 cm kad au otvoreni. Ljuske su tanke i savitljive. Sjemenke su sitne, 6-8 dužine mm, a imaju dugačko vitko krilo dugo 18–25 mm.

## Nametnici
Umjereno je osjetljiv na hrđu bijelog bora (Cronartium ribicola), ali u uzgoju se pokazao nešto manje osjetljiv od većine ostalih američkih bijelih borova (vidi npr. Zapadni bijeli bor, šećerni bor).

## Uzgoj i namjene
Posađena je s ukrasnim i komercijalnim svrhama za papirnu industriju na različitim geografskim širinama i nadmorskim visinama u različitim dijelovima svijeta: 
Komercijalna proizvodnja:
- U ekvatorijalnim i tropskim regijama: Na visokim nadmorskim visinama u Keniji, Tanzaniji i Angoli.
- U umjerenim suptropskim regijama : Sadi se u gorju Južne Afrike, na najvišim uzvišenjima južnog Brazila i u sjevernoj Indiji.
- U umjerenim regijama na srednjoj i maloj nadmorskoj visini: argentinske provincije Salta, Tucuman i Cordoba ; na 500 do 1500 m nadmorske visine.
- Na malim visinama u blizini razine mora: Australija (Queensland i Novi Južni Wales), Novi Zeland. Kao ukras: Uspješno je zasađen na Britanskom otočju. Najveće drvo u Njemačkoj (visina 2013: 20,5 m) raste u arboretumu Sequoiafarm Kaldenkirchen.[1]

Unatoč tropskom podrijetlu (prirodni domet je potpuno južno od rakove obratnicea), iznenađujuće je tolerantan na hladnoću, preživjevši temperature do gotovo -30 ° C u uzgoju u Škotskoj i Pennsylvaniji, u SAD-u. Uzgaja se kao ukrasno drvo u parkovima zbog atraktivnog lišća i vrlo dugačkih češera, među najdužim koji se mogu uzgajati u mnogim umjerenim područjima.
Drvo je vrijedno, koristi se za opće unutarnje građevinske radove.